# Pont Langenscheidt
Le pont Langenscheidt (en allemand : Langenscheidtbrücke) est un pont routier situé dans le quartier berlinois de Schöneberg.  

## Description

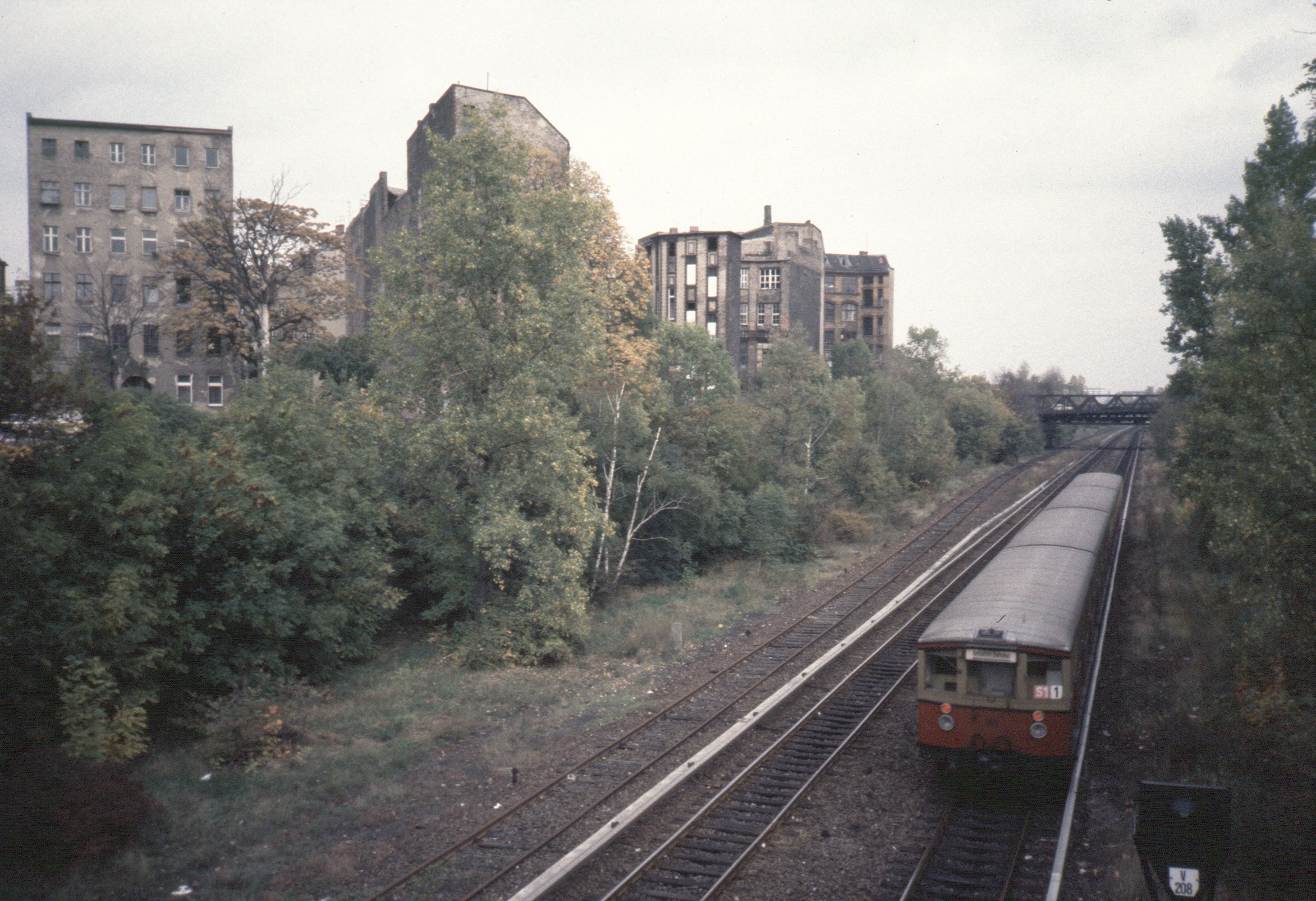
Vieux pont Langenscheidt, vue depuis le pont Julius Leber, 1986

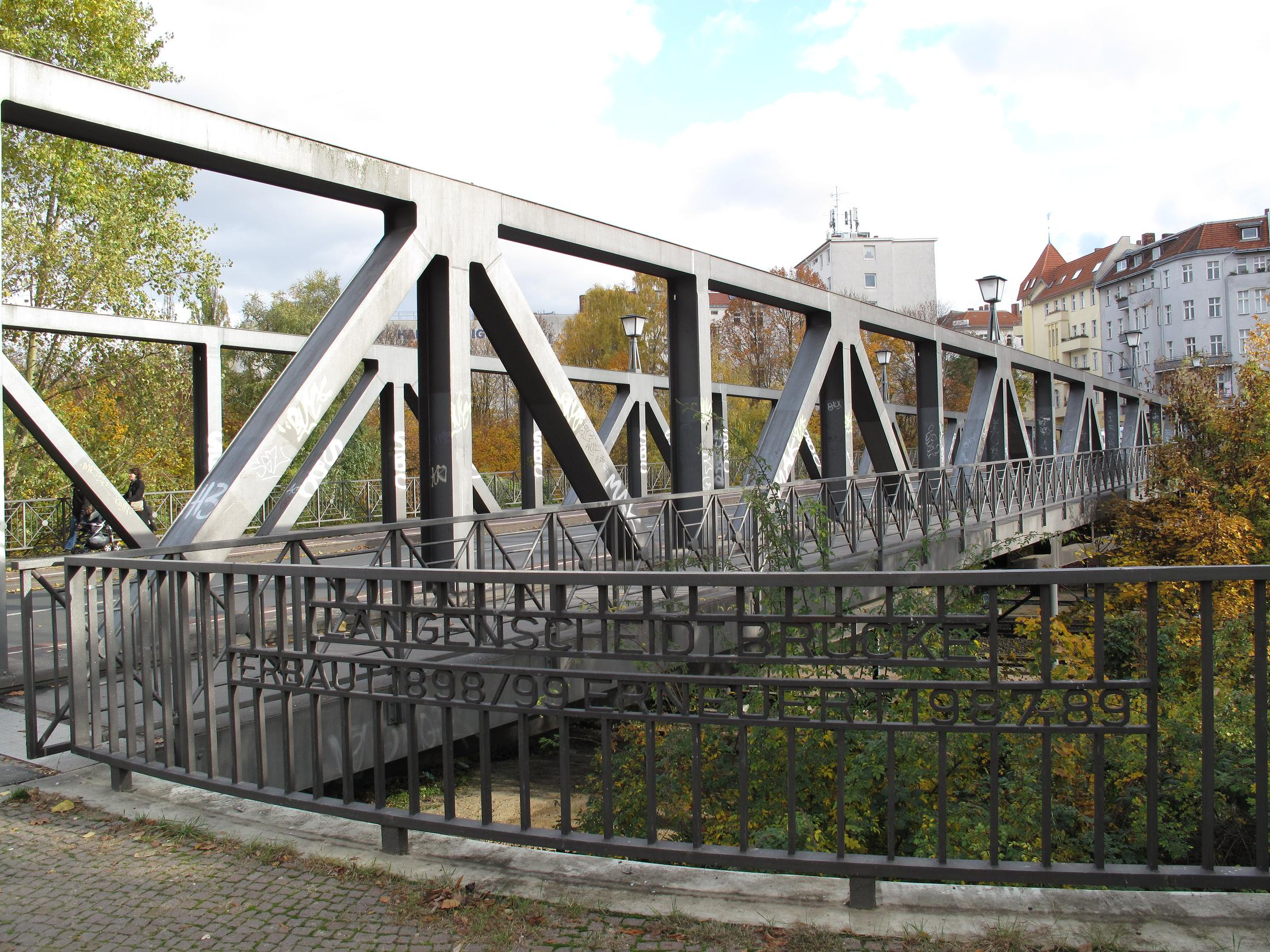
Vue de la Crellestraße vers le nord-est, 2009

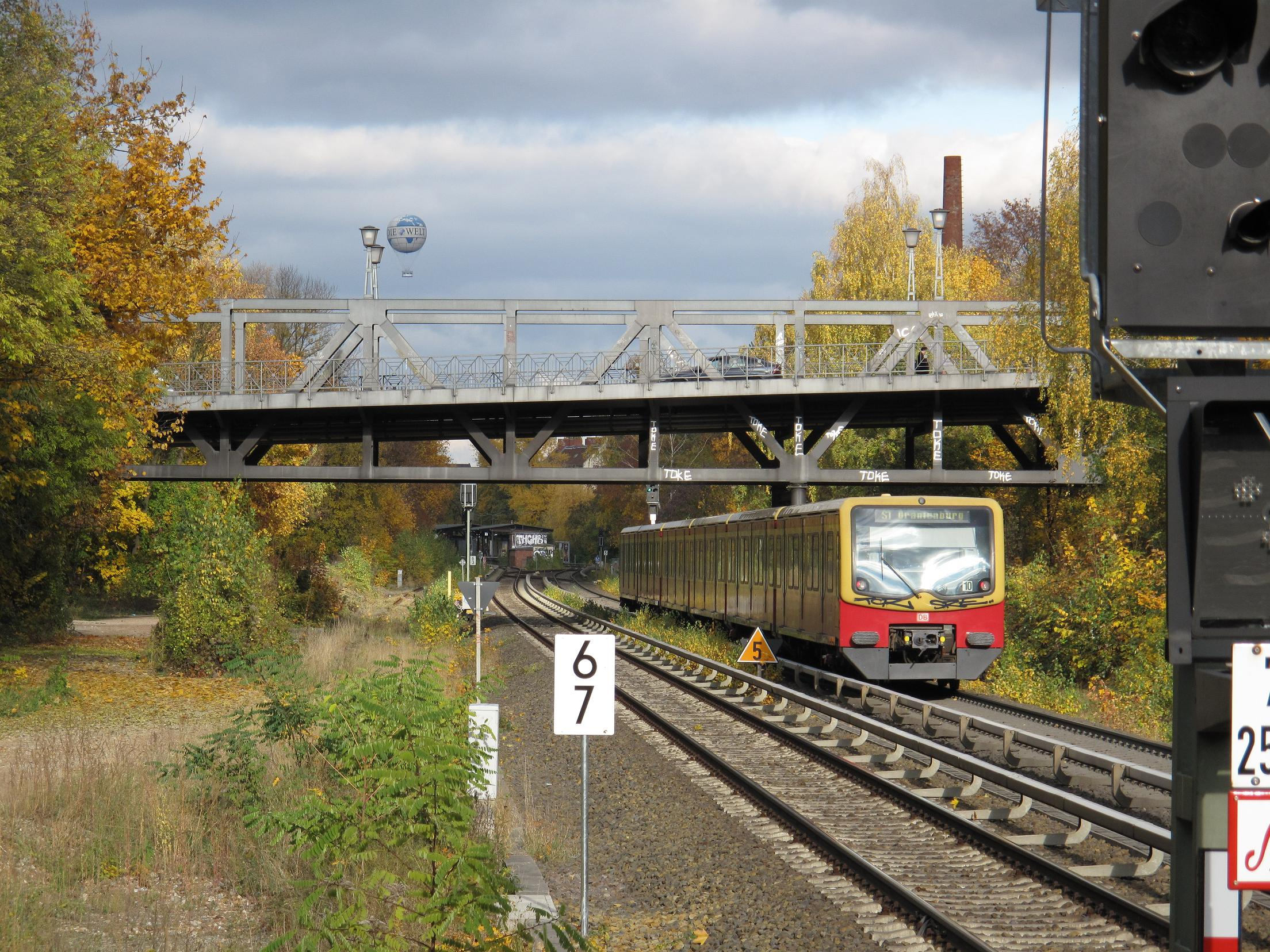
Vue depuis la station de S-Bahn Julius-Leber-Brücke jusqu'au pont Langenscheidt, 2009

Le pont à poutres en acier porte le tronçon Monumentenstraße / Langenscheidtstraße au-dessus de la voie ferrée qui, vue de l'est, abritait autrefois les voies du Südringspitzkehre (point de jonction sud), du chemin de fer de Wannsee et de la ligne principale Berlin-Potsdam. Le pont constitue la sortie ouest de Rote Insel, entourée de voies ferrées.
À l'origine, l'ouvrage portait le nom de « pont Siegfried » (Siegfriedbrücke), en référence à des éléments culturels ou historiques de l'époque, avant d'être renommé ultérieurement. La construction du pont est motivée par l'extension des installations ferroviaires à la fin du XIXe siècle et est construit en 1898/1899.
L'ouvrage se distingue par sa structure en treillis riveté, composée de deux poutres principales longitudinales mesurant chacune 6,10 mètres de hauteur et 99 mètres de longueur. Ces poutres reposent sur deux culées aux extrémités du pont ainsi que sur deux appuis pendulaires intermédiaires.
Une particularité notable du Siegfriedbrücke réside dans sa chaussée inclinée, qui s'élève de 3,29 mètres sur toute la longueur du tablier. Cette chaussée repose sur des structures en béton armé placées entre les poutres principales. Un autre élément distinctif est le portail en arc situé à l'extrémité ouest du pont, qui confère à l'ouvrage une silhouette reconnaissable.  
En raison des conséquences de la Seconde Guerre mondiale et des dommages causés par la corrosion, conséquence d'un entretien négligé (lié à la planification des autoroutes), la structure d'origine a été gravement endommagée dans les années 1980. De plus, la résistance du matériau (acier Thomas, qui a tendance à se fragiliser lors des réparations par soudure) a été remise en question. La structure a été initialement conçue pour supporter un poids total autorisé (PTAC) de 24 tonnes pour les véhicules motorisés. En raison de contraintes structurelles ou d'usure, cette limite a été réduite à 9 tonnes en 1974, puis à seulement 2,8 tonnes en 1981.
Initialement, le projet prévoyait la construction d'un simple pont en caisson pour remplacer l'ancien pont, dans le cadre du prolongement prévu de l'A103 (tangente Ouest) parallèlement à la ligne de Wannsee. Suite aux protestations de la population, la poursuite des travaux de la tangente Ouest a été retardée, puis complètement interrompue. Parallèlement, des appels ont été lancés pour la réparation du pont Langenscheidt, digne d'être préservé. Cependant, les dommages causés à l'ancien pont ont été jugés si importants qu'un nouveau pont était inévitable. 
Le vieux pont a été démoli en 1987 et reconstruit en 1987/1989 par la société d'ingénierie Gregull + Le pont Spang a été remplacé par une nouvelle structure, toujours conçue en acier, qui a conservé l'aspect de l'ancien pont. Les deux fermes mesurent désormais 86 m. Les ponts sont légèrement plus courts, environ 1,5 mètre, afin de mieux s'adapter à l'intersection des rues adjacentes. Ils ont été construits en structure soudée. D'un point de vue structurel, ils sont constitués de poutres continues sur trois travées, chacune reposant sur des culées et deux supports en porte-à-faux. Le poids total en acier du pont est de 462 tonnes. 
Depuis 1931, le pont routier porte le nom de Gustav Langenscheidt, fondateur de la maison d'édition voisine Langenscheidt. Auparavant, il s'appelait « Pont Siegfried ».
Au coin de la Crellestraße se trouve la sculpture en acier Bahn-Damm du sculpteur Georg Seibert, un élève de Hans Uhlmann.

## Caractéristiques techniques
- Type de structure : treillis riveté
- Longueur totale : 99 m
- Hauteur des poutres principales : 6,10 m
- Inclinaison de la chaussée : 3,29 m
- Appuis : 2 culées et 2 appuis pendulaires
- Matériaux : acier, béton armé

## Le pont Langenscheidt au cinéma
Dans le film Les Ailes du désir de Wim Wenders, sorti en 1987, une scène se déroule sur le « vieux » pont Langenscheidt.